# Université des sciences et technologies de la Chine de l'Est
L'université des sciences et technologies de l'Est de la Chine (en chinois, 华东理工大学) est une universités de Shanghai, fondée en 1952.